# Globus (obchodní řetězec)
Globus je německá maloobchodní skupina, která provozuje hypermarkety Globus, hobbymarkety Baumarkt a obchody s elektronikou AlphaTecc. Skupina působí kromě Německa také v Česku, Lucembursku a Rusku. V účetním roce 2020/21 měl koncern celkový obrat 6,8 mld. eur (asi 170 mld. Kč) a téměř 35 tisíc zaměstnanců. Česká pobočka měla za stejné období tržby 23,4 mld. Kč, zisk 223,7 mil. Kč a 5,3 tisíce zaměstnanců.  Na žebříčku Top 30 českého obchodu časopisu Zboží a prodej byl v roce 2021 Globus 9. největším maloobchodním řetězcem v Česku.

## Historie

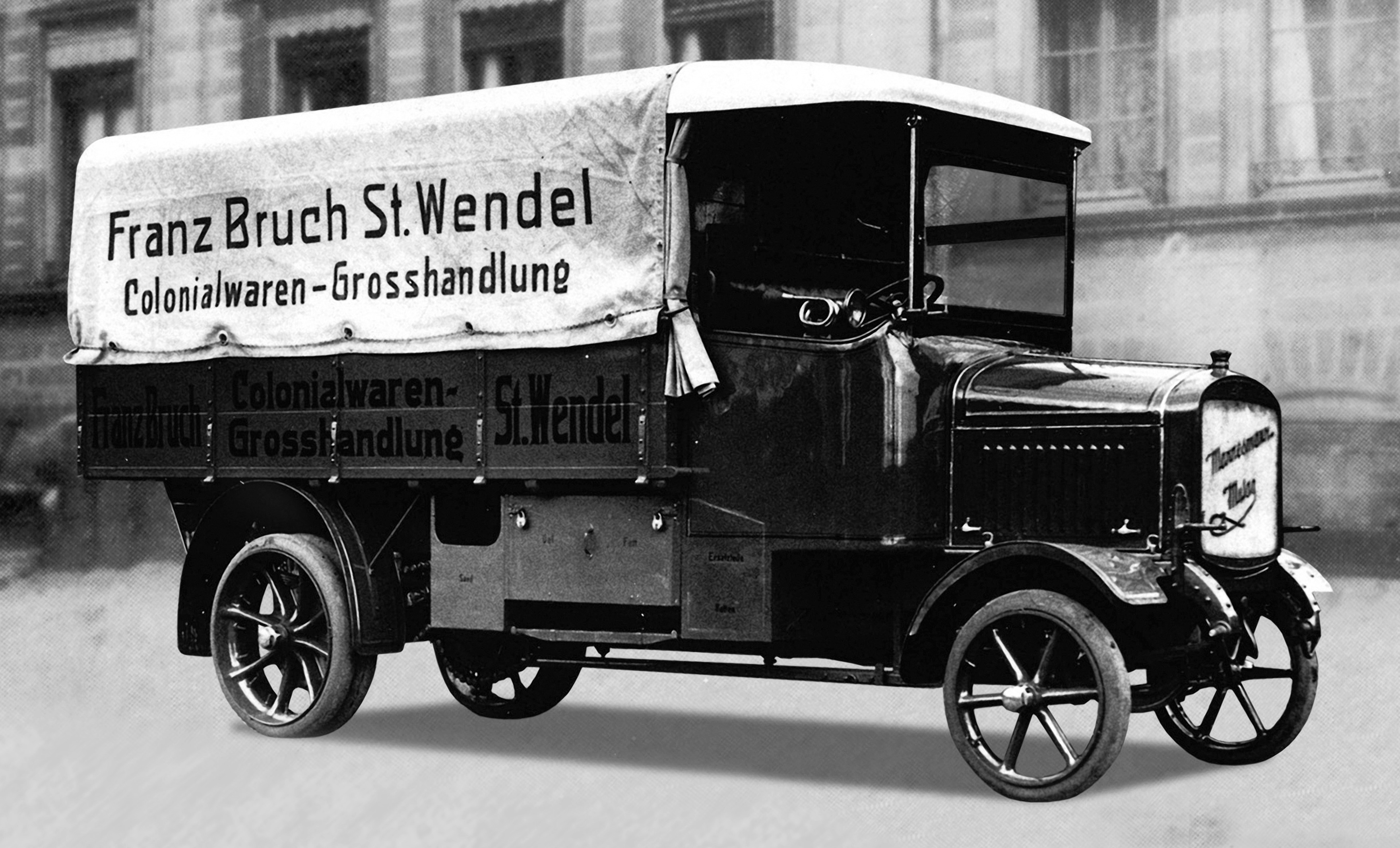
Nákladní automobil velkoobchodu Franz Bruch

Globus je firma německé rodiny Bruch. Historie firmy sahá do roku 1828, kdy Franz Bruch otevřel obchod se smíšeným zbožím v sárském městě St. Wendel. V roce 1865 obchod převzal jeho syn Joseph Adam Bruch a po něm v roce 1905 Joseph Karl Bruch, syn Josepha Adama. Pod vedením Josepha Karla se společnost začala orientovat na velkoobchod a začala k zákazníkům rozvážet zboží – nejprve koňskými povozy, později automobily. Joseph Karl Bruch zemřel v roce 1949 a společnost převzali jeho synové Walter a Franz Josef Bruch.
Walter Bruch společně s podnikatelem Wernerem Martinem, majitelem nábytkářského řetězce Möbel Martin, dostali v 60. letech 20. století nápad otevřít velkoformátovou prodejnu, které v té době začínaly být populární v zahraničí. Pod názvem C+C-Handelshof byla první taková prodejna firmou otevřena v listopadu 1966 v sárském městě Homburg. Značku Globus začaly hypermarkety používat v roce 1969 a ve stejném roce se hypermarket v Saarbrückenu rozšířil o oddělení železářství a stavebnin. V dalších letech síť prodejen v tehdejším západním Německu rostla.
V roce 1980 do vedení společnosti vstoupil Walterův syn Thomas Bruch. O dva roky později oddělení železářství a stavebnin v rámci Globusu začalo používat značku Baumarkt, roku 1986 pod touto značkou vznikl ve falckém městě Zweibrücken první samostatný hobbymarket. Po pádu Berlínské zdi řetězec expandoval na území bývalé NDR. V roce 1996 Globus poprvé expandoval za hranice Německa – do České republiky. Globus v Brně-Ivanovicích se stal prvním hypermarketem v zemi.
V novém tisíciletí firma vstoupila na trh v Rusku, kde v prosinci 2006 otevřela hypermarket ve městě Ščolkovo. Čtvrtou zemí, kde Globus začal působit, se v roce 2007 stalo Lucembursko. V zemi se nacházejí dva hobbymarkety, které Globus koupil od zaniklého řetězce Hela.
V roce 2020 vedení firmy převzal Matthias Bruch, syn Thomase Brucha. Od roku 2022 firma v Německu používá nové logo, v Česku ale v létě 2022 zatím zůstává logo starší, používané od roku 2006. V německém tisku byl Globus kritizován za to, že se rozhodl pokračovat v podnikání v Rusku i přes probíhající válku na Ukrajině.

## Globus ve světě

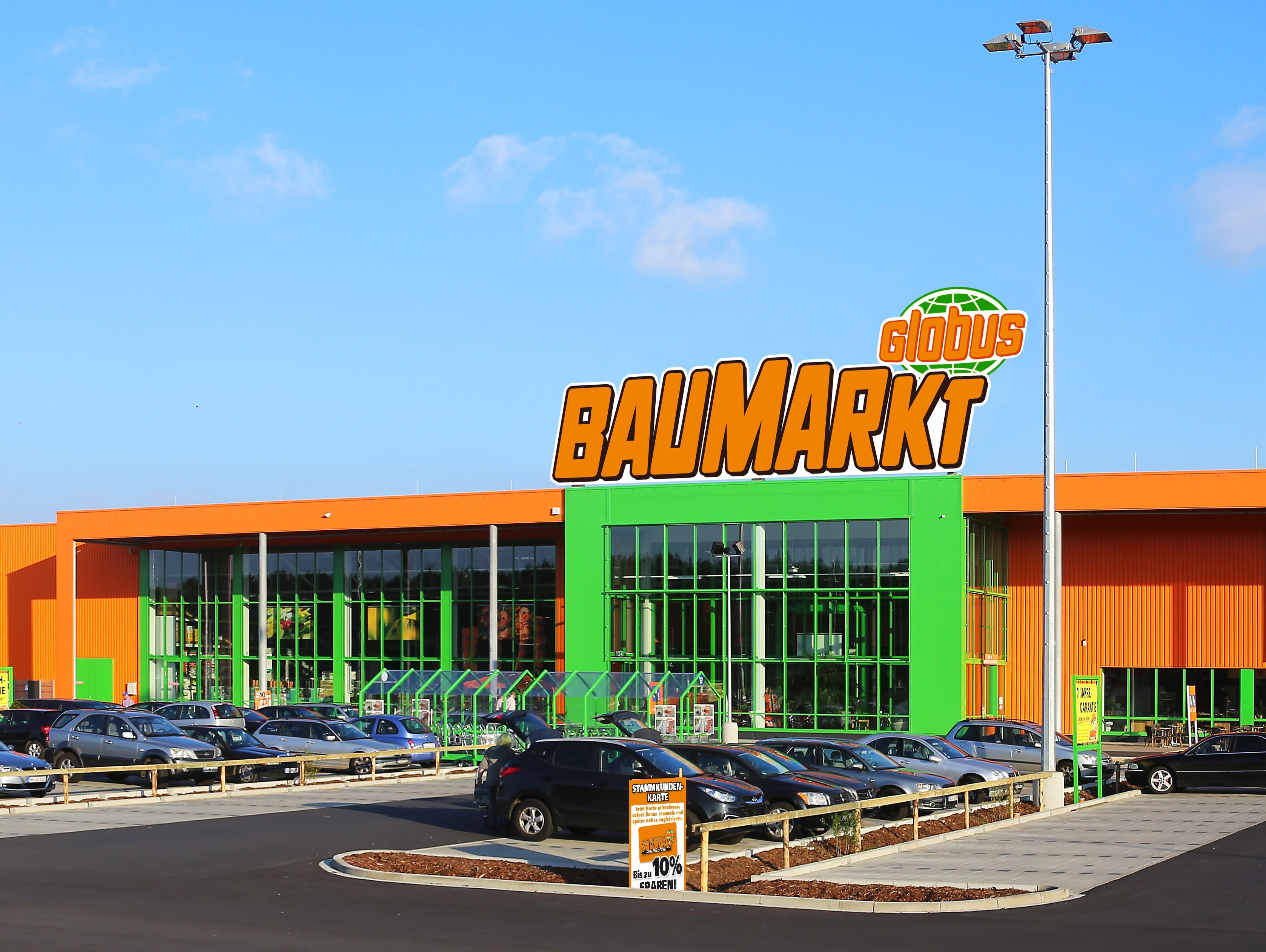
Baumarkt ve městě Kaltenkirchen ve Šlesvicku-Holštýnsku

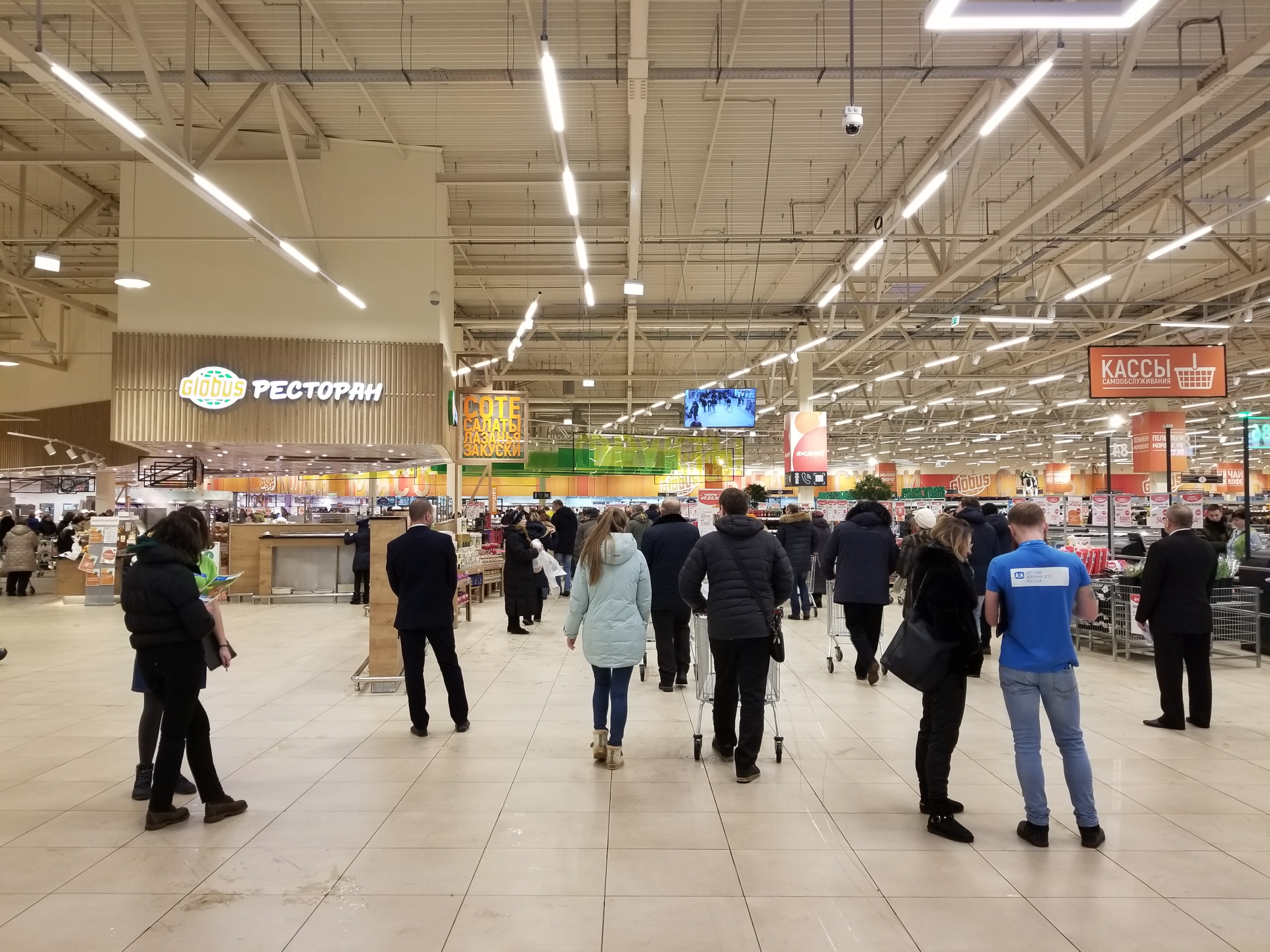
Interiér Globusu ve městě Kotělniki na předměstí Moskvy

Globus podniká ve čtyřech zemích světa – kromě Německa a Česka také v Lucembursku a Rusku.
Nejvíce obchodů má Globus v Německu, kde kromě hypermarketů Globus a hobbymarketů Baumarkt provozuje také obchody s elektronikou značky AlphaTecc. Hypermarkety Globus se v Německu nacházejí především v domovském Sársku, Porýní-Falci a sousedních spolkových zemích, v bývalém východním Německu pak zejména v Durynsku a Sasku. 16 hypermarketů Globus koupil od řetězce Real. Hobbymarkety Baumarkt se nacházejí ve většině spolkových zemí, z celkových 90 jich 31 pochází od zaniklého řetězce Hela a 11 od zaniklého řetězce Max Bahr. Součástí převzetí řetězce Hela byly i oba hobbymarkety v Lucembursku.
V Rusku Globus provozuje 19 hypermarketů. Většina z nich se nachází v Moskvě nebo Moskevské oblasti, další hypermarkety jsou ve městech Jaroslavl, Kaluga, Rjazaň, Tula a Tver.
| Země        | Značka       | Typ prodejny              | Počet prodejen | K datu  |
| ----------- | ------------ | ------------------------- | -------------- | ------- |
| Česko       | Globus       | hypermarket               | 16             | 10/2024 |
| Česko       | Globus Fresh | malý obchod s potravinami | 3              | 10/2024 |
| Lucembursko | Baumarkt     | hobbymarket               | 2              | 07/2022 |
| Německo     | AlphaTecc    | elektro                   | 6              | 07/2022 |
| Německo     | Baumarkt     | hobbymarket               | 90             | 07/2022 |
| Německo     | Globus       | hypermarket               | 62             | 07/2022 |
| Rusko       | Globus       | hypermarket               | 19             | 07/2022 |

## Globus v Česku
Skupina Globus v Česku podniká zejména prostřednictvím firmy Globus ČR, v.o.s., která je vedena u Městského soudu v Praze s IČ 634 73 291. Od 1. července 2019 se jedná o veřejnou obchodní společnost, předtím byla firma komanditní společností. Firma sídlí v pražských Čakovicích vedle budovy hypermarketu.

### Prodejny

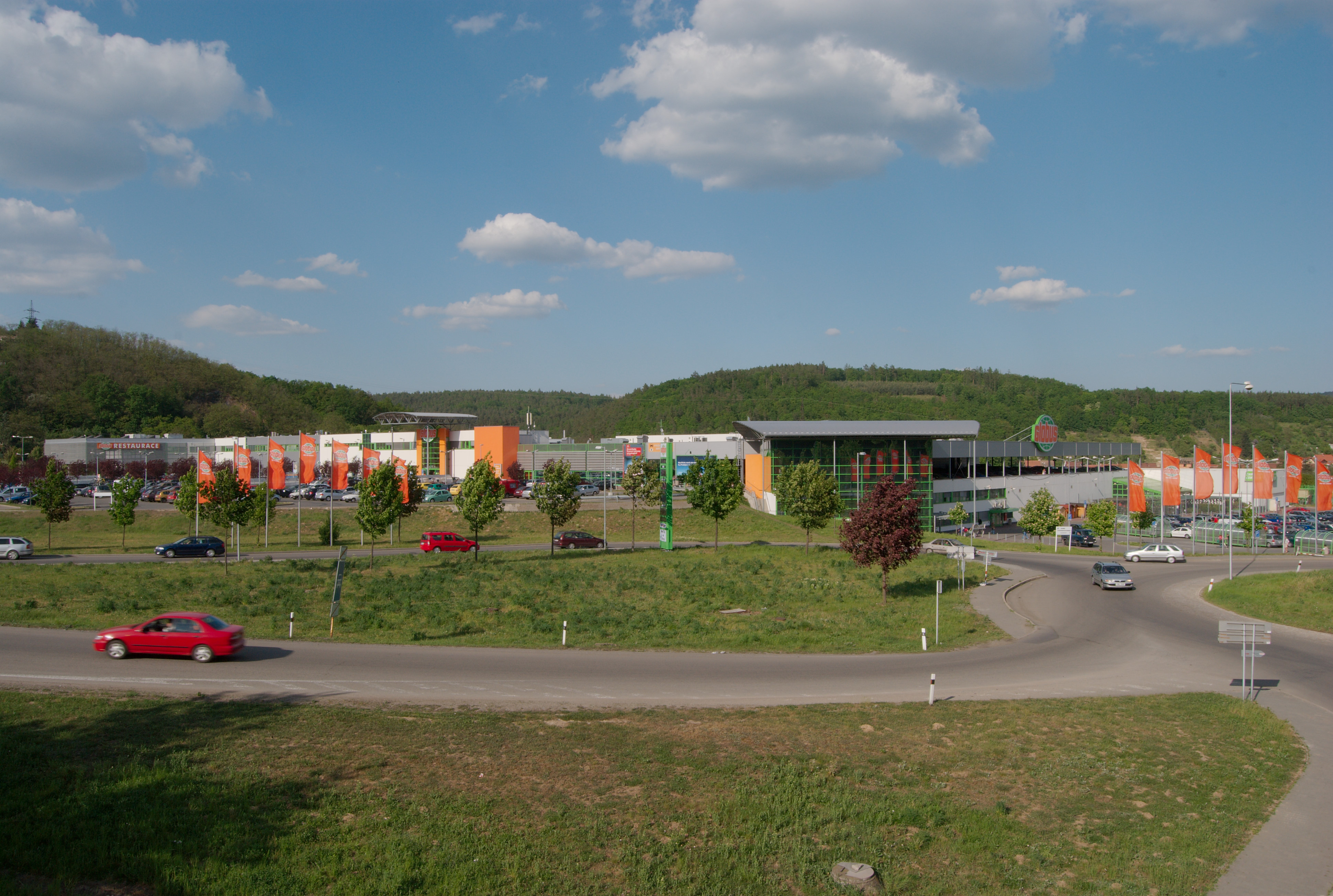
Nejstarší Globus v Česku v Brně-Ivanovicích

Globus v Česku v červnu 2023 provozoval 16 hypermarketů a 2 obchody malého formátu Globus Fresh.

#### Hypermarkety

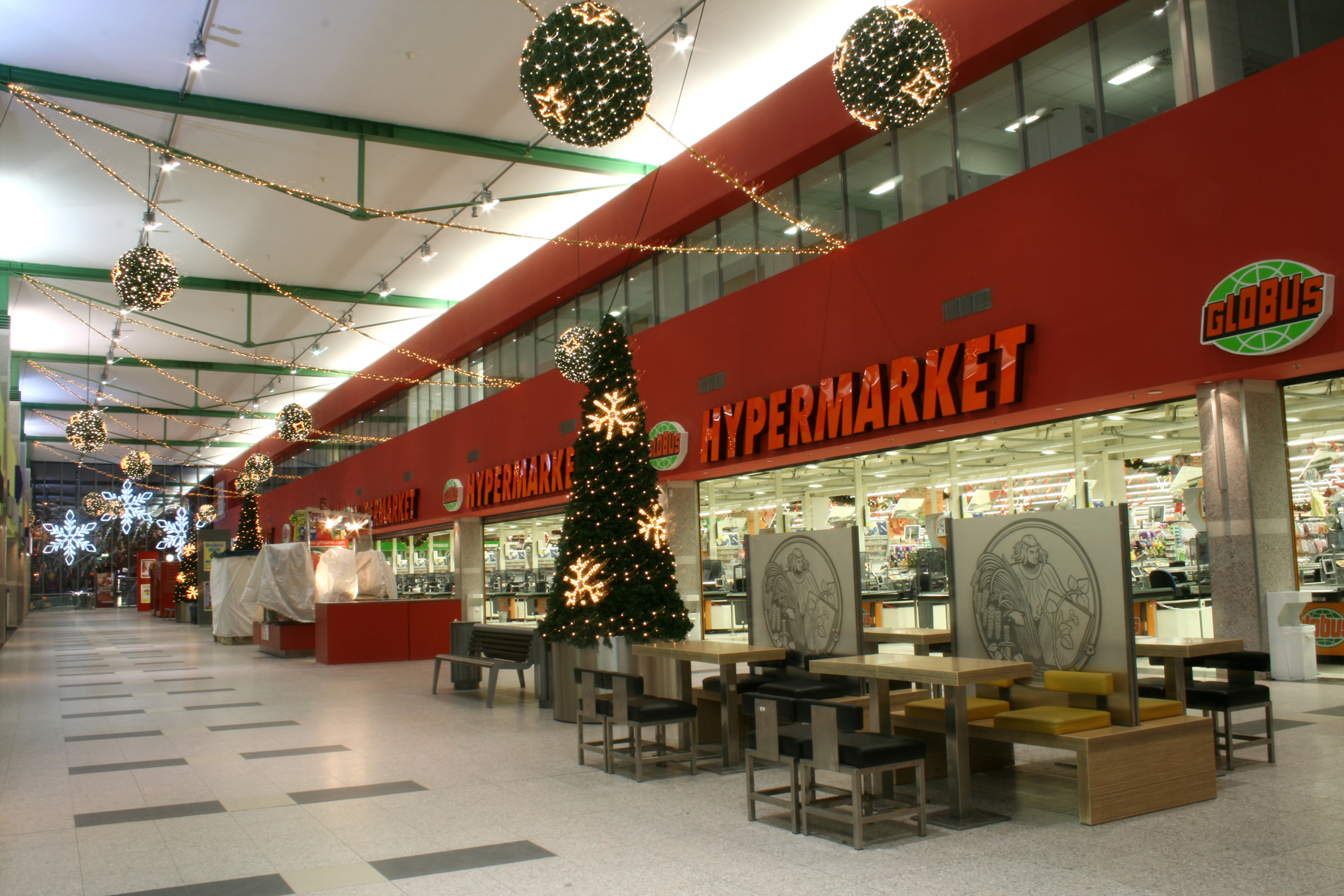
Globus v Centru Černý Most (2008)

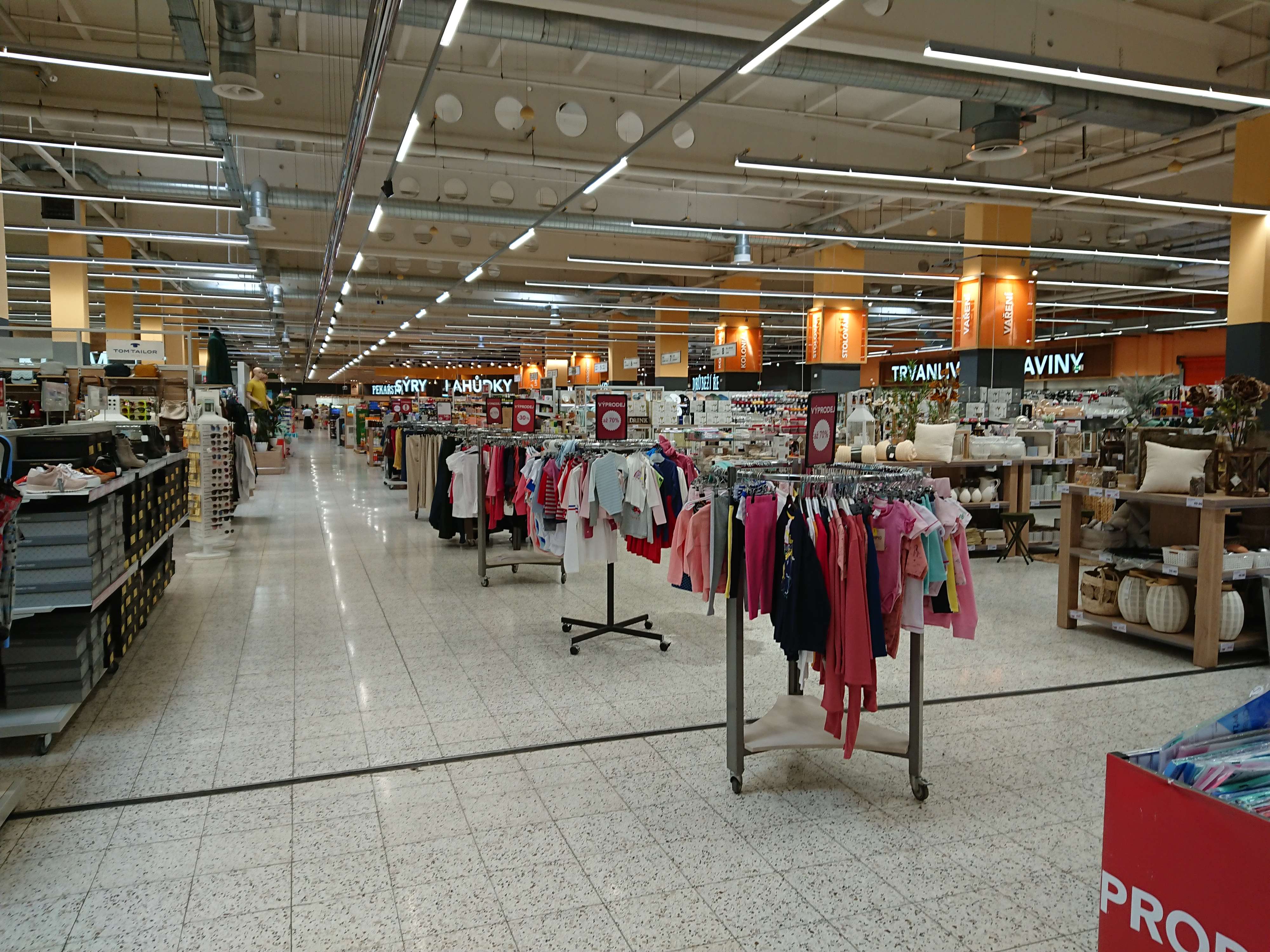
Interiér prodejny v Praze-Čakovicích

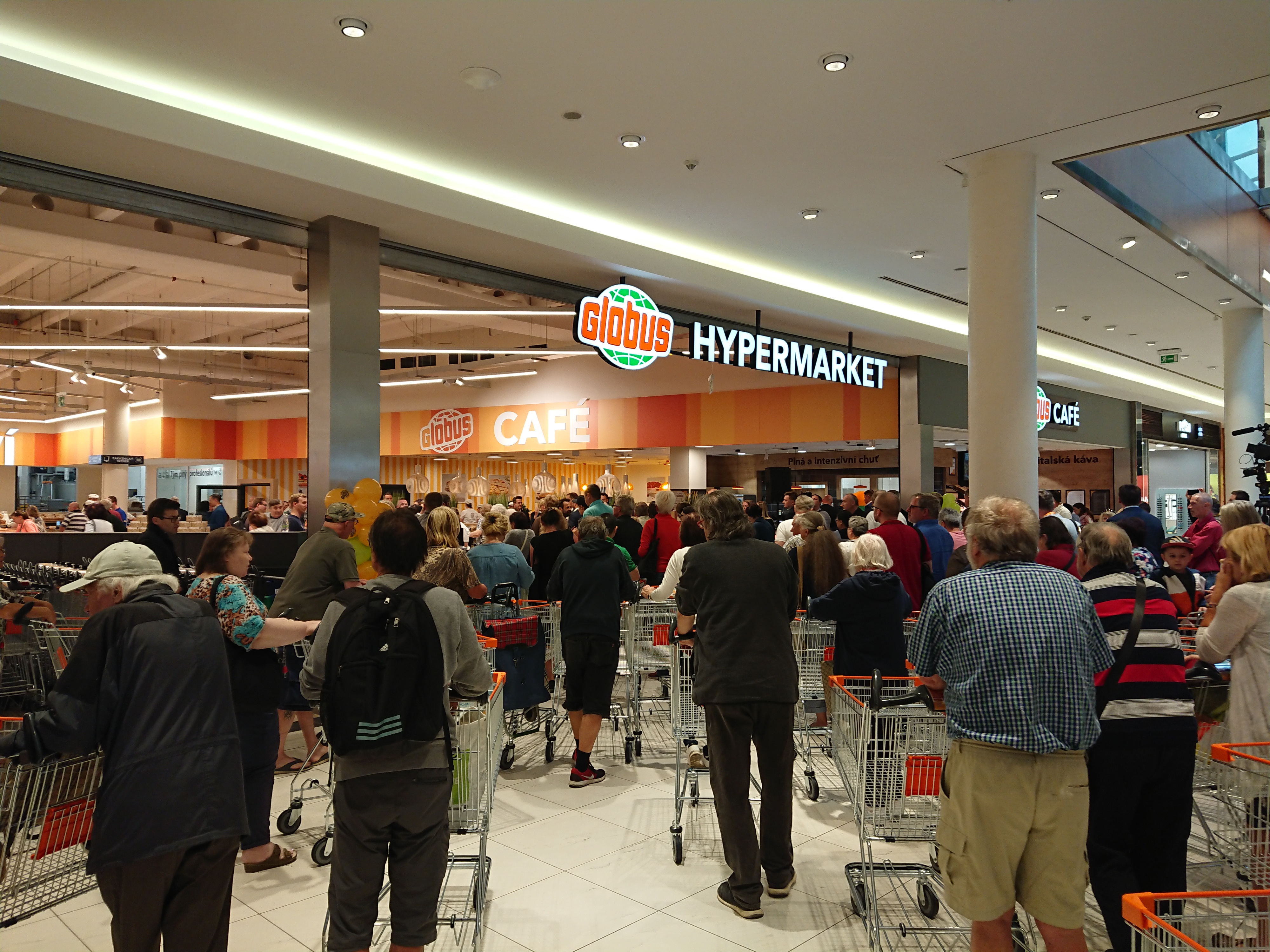
Otevření prodejny v Europarku (červen 2023)

S průměrnou prodejní plochou kolem 11 000 metrů čtverečních patří hypermarkety Globus k největším v Česku. Hypermarkety Globus jsou typicky umístěny na okrajích velkých měst v blízkosti významných silničních tahů a nachází se u nich rozlehlá povrchová parkoviště včetně vlastní čerpací stanice. Kromě hypermarketu bývá v budově také kavárna Globus Café, Restaurace Globus a různé menší maloobchodní jednotky určené k pronájmu. V Českých Budějovicích, Liberci a Ostravě s Globusem sousedí nákupní centrum Géčko, jednopodlažní objekt s dalšími obchody. Globus v Praze na Černém Mostě je součástí Centra Černý Most. Vedle brněnského Globusu obchodní centrum vzniklo v budově bývalého Baumarktu.

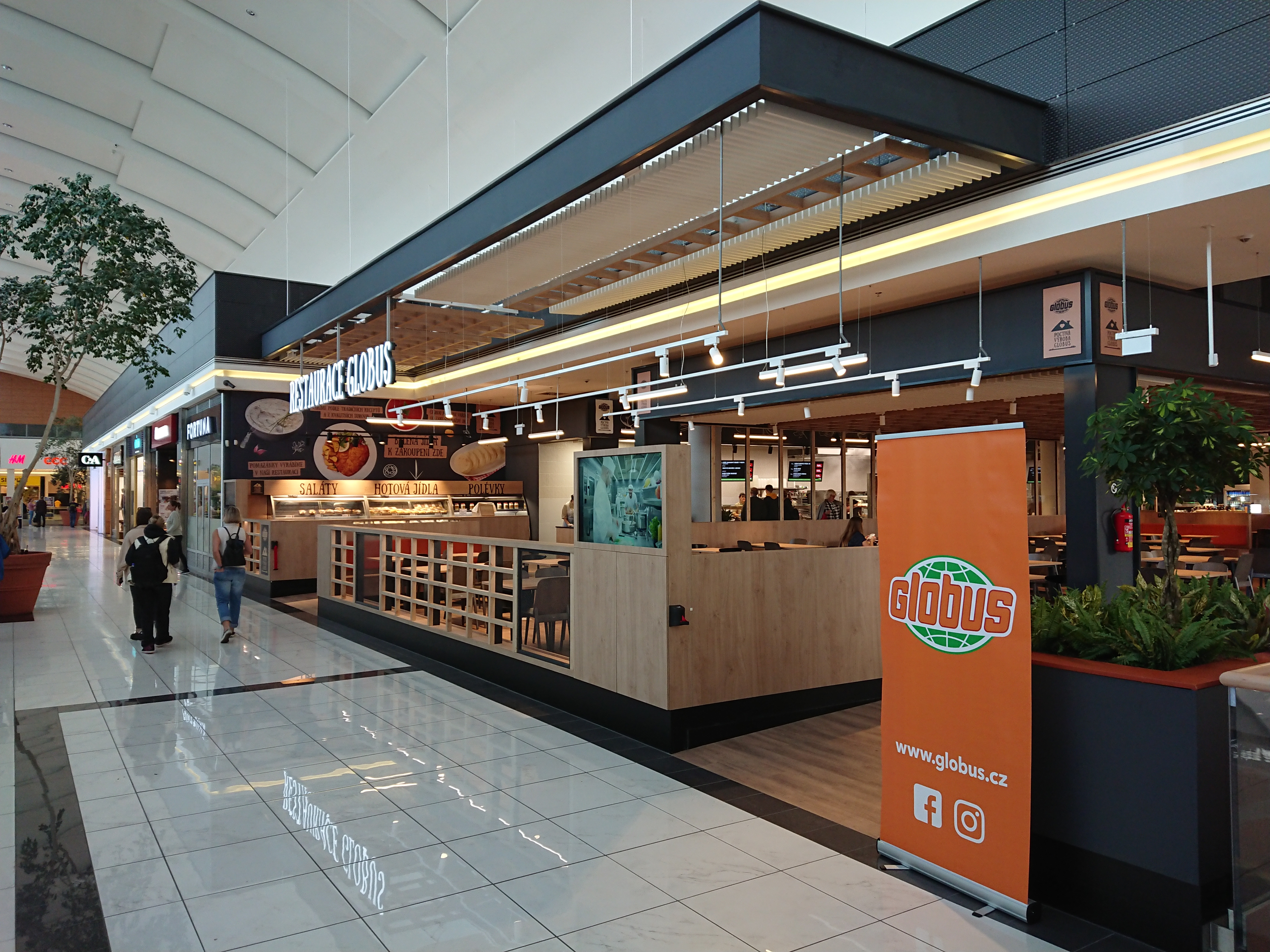
Restaurace Globus v obchodním centru Europark

První hypermarket Globus v České republice byl otevřen 4. listopadu 1996 v Brně-Ivanovicích. Jednalo se o vůbec první hypermarket v zemi. Se sloganem Globus – obchod, který se točí okolo Vás tehdy prodejna nabízela sortiment 60 000 položek na ploše 9 000 m2. Dalších 14 hypermarketů Globus v Česku vzniklo v následujících letech. Naposledy byl otevřen hypermarket v Havířově, a to v listopadu 2011. Globus několikrát avizoval záměr vybudovat další hypermarkety, jako možné lokace byly zmíněny například Mladá Boleslav, Hradec Králové nebo Kladno. Teprve v červenci 2022 ale firma oznámila, že na jaře 2023 vznikne nový Globus v pražském obchodním centru Europark místo hypermarketu Albert. Restaurace Globus byla v obchodním centru otevřena již v říjnu 2022, k otevření hypermarketu došlo v červnu následujícího roku. Od jara 2023 probíhá výstavba příjezdové komunikace k budoucímu hypermarketu v Kladně.
| Poř. | Datum otevření | Město            | Lokalita                 |
| ---- | -------------- | ---------------- | ------------------------ |
| 1.   | 04.11.1996     | Brno             | Ivanovice                |
| 2.   | 30.11.1997     | Praha            | Centrum Černý Most       |
| 3.   | 18.07.1998     | Pardubice        | Trnová                   |
| 4.   | 27.11.1998     | Praha            | Zličín                   |
| 5.   | 17.07.1999     | Chomutov         | Černovická               |
| 6.   | 21.11.1999     | Opava            | Těšínská                 |
| 7.   | 13.05.2000     | Praha            | Čakovice                 |
| 8.   | 09.09.2000     | Olomouc          | Neředín                  |
| 9.   | 11.11.2000     | Ústí nad Labem   | Trmice                   |
| 10.  | 11.04.2003     | České Budějovice | Géčko České Vrbné        |
| 11.  | 01.06.2006     | Plzeň            | Chotíkov u Plzně         |
| 12.  | 07.09.2007     | Liberec          | Géčko Růžodol            |
| 13.  | 25.04.2008     | Karlovy Vary     | Jenišov u Karlových Varů |
| 14.  | 04.09.2009     | Ostrava          | Géčko Plesná             |
| 15.  | 25.11.2011     | Havířov          | Prostřední Suchá         |
| 16.  | 01.06.2023     | Praha            | EUROPARK Štěrboholy      |

#### Globus Fresh

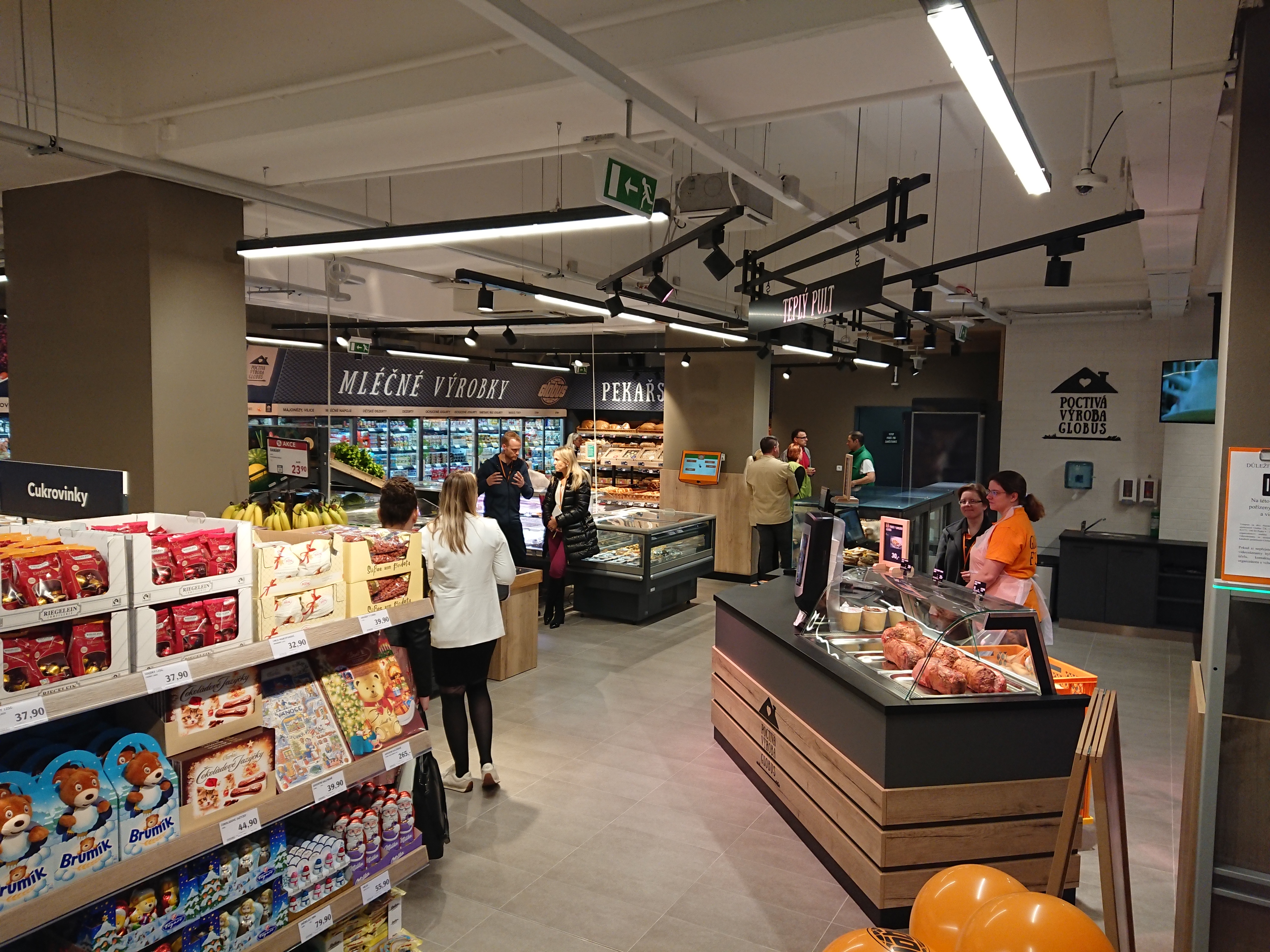
Interiér Globusu Fresh v Praze v Petržílkově ulici

Globus Fresh je formát malého obchodu. První Globus Fresh vznikl v květnu 2018 v Pardubicích na sídlišti Dubina. Obchod s prodejní plochou 165 m2 nabízí zejména pečivo a masné výrobky, a to formou pultového prodeje. Zásobován je z pardubického hypermarketu.
Druhá prodejna byla otevřena v únoru 2020 v Praze na Pankráci. Oproti pardubickému obchodu měla větší prodejní plochu, z níž většinu zabírala restaurace, nacházel se v ní také bar a kavárna. V oddělení potravin, které mělo 550 m2, se zákazníci obsluhovali sami. V prodejně byl také testován nový způsob placení – zákazníci při vstupu do prodejny obdrželi elektronickou kartu, na kterou se jim u pultů s obsluhou načítala cena objednaného jídla a pití. Kartu potom vrátili u pokladny před východem z prodejny, kde zaplatili dohromady za zboží ze samoobslužného úseku i za jídlo a nápoje z pultů s obsluhou. Prodejna cílila na zaměstnance kancelářských budov v okolí. Vzhledem k pandemii covidu-19, která znamenala omezení provozu stravovacích zařízení a práci z domova, prodejna neuspěla a byla v prosinci 2020 uzavřena.
Další prodejna Globus Fresh, zásobovaná z hypermarketu na Zličíně, byla otevřena v říjnu 2022 v Praze 13 v Petržílkově ulici. Jde o převážně samoobslužnou prodejnu rozšířenou o pult s obsluhou, u kterého jsou nabízeny lahůdky, zákusky a občerstvení.

#### Baumarkt
Hobbymarkety Baumarkt, které Globus provozuje v Německu a Lucembursku, dříve fungovaly také v Česku. V samostatných budovách se prodejny Baumarkt nacházely v Brně, Chomutově, Pardubicích a Plzni. V dalších hypermarketech byla sekce Baumarkt spojena přímo s hlavní prodejní plochou. Jako první byla zrušena prodejna v Plzni, a to již v roce 2006 v souvislosti s otevřením nového hypermarketu, který se nachází o necelý kilometr dále. Definitivní konec hobbymarketů Baumarkt byl ohlášen v roce 2017.  Prostory brněnské prodejny byly rozděleny na menší jednotky a fungují jako obchodní centrum, v Chomutově prodejnu Baumarkt koupil řetězec UNI HOBBY a v Pardubicích Möbelix.